# Урочище Сторожисько
Уро́чище Сторожи́сько — урочище, ботанічний заказник місцевого значення в Україні. Розташований у межах Тернопільської області, на західній околиці міста Бережани. 
Площа 5 га. Створений відповідно до рішення виконкому Тернопільської обласної ради № 189 від 30 серпня 1990 року. Перебуває у віданні Бережанського міжгосподарчого підприємства лісового господарства. 
Під охороною — лучно-степові фітоценози. Особливо цінний горицвіт весняний, вид, внесений до Переліку рідкісних і таких, що перебувають під загрозою зникнення на території Тернопільської області. Місце оселення корисної ентомофауни.